# Nicolae Marinescu
Nicolae Marinescu (ur. 15 grudnia 1906 w Bukareszcie, zm. w 1977) – rumuński szermierz. Uczestnik Igrzysk Olimpijskich w 1936 w Berlinie i Igrzysk Olimpijskich 1952 w Helsinkach. Na igrzyskach w Berlinie Marinescu uczestniczył w konkursach indywidualnych w szabli i szpadzie oraz konkursie drużynowym w szabli. Natomiast na igrzyskach w Helsinkach uczestniczył w konkursach indywidualnych we florecie i szpadzie oraz konkursie drużynowym we florecie. We wszystkich konkursach indywidualnych odpadał w drugiej rundzie natomiast w konkursach drużynowych w pierwszej.